# Sudáfrica en los Juegos Olímpicos de Amberes 1920
Sudáfrica estuvo representada en los Juegos Olímpicos de Amberes 1920 por un total de 39 deportistas que compitieron en 7 deportes.  

## Medallistas
El equipo olímpico sudafricano obtuvo las siguientes medallas:
| Nombre                                                                      | Deporte           | Competición                    |
| --------------------------------------------------------------------------- | ----------------- | ------------------------------ |
| Oro                                                                         |                   |                                |
| Bevil Rudd                                                                  | Atletismo         | 400 m M                        |
| Clarence Walker                                                             | Boxeo             | Gallo (53,5 kg) M              |
| Louis Raymond                                                               | Tenis             | Individual M                   |
| Plata                                                                       |                   |                                |
| Henry Dafel Clarence Oldfield Jack Oosterlaak Bevil Rudd                    | Atletismo         | 4 × 400 m M                    |
| William Smith James Walker                                                  | Ciclismo en pista | Tándem M                       |
| Henry Kaltenbrunn                                                           | Ciclismo en ruta  | Contrarreloj ind. M            |
| David Smith Robert Bodley Ferdinand Buchanan George Harvey Frederick Morgan | Tiro              | Rifle militar por eqs. 300 m M |
| Bronce                                                                      |                   |                                |
| Bevil Rudd                                                                  | Atletismo         | 800 m M                        |
| James Walker William Smith Henry Kaltenbrunn Hendrik Goosen                 | Ciclismo en pista | Persecución por eqs. M         |
| Charles Winslow                                                             | Tenis             | Individual M                   |